# فرودگاه جینینگ کوفو
فرودگاه جینینگ کوفو (به انگلیسی: Jining Qufu Airport) یک فرودگاه همگانی و نظامی با کد یاتا JNG است . این فرودگاه در کشور چین قرار دارد .

## شرکت‌های هواپیمایی و مقصدهای پروازی
| شرکت‌های هواپیمایی | مقصدهای پروازی | Terminal |
| ----------------- | -------------- | -------- |
| Nok Air           | دن موئنگ       | Domestic |